# Rawson Marshall Thurber
Rawson Marshall Thurber   (San Francisco, 9 de febrer de 1975) és un cineasta i actor estatunidenc.

## Infantesa
Thurber va néixer a San Francisco, Califòrnia. És fill de l'advocat Marshall Thurber.
Es va graduar l'any 1997 a l'Union College (Schenectady, Nova York), on va ser membre de la fraternitat Delta Upsilon i va jugar dos anys de receptor a l'equip de futbol. També és un graduat del Programa de producció Peter Stark a l'USC.

## Filmografia
| Any  | Títol                            | Director | Guionista | Productor |
| ---- | -------------------------------- | -------- | --------- | --------- |
| 2004 | Dodgeball: A True Underdog Story | Sí       | Sí        | No        |
| 2008 | The Mysteries of Pittsburgh      | Sí       | Sí        | Sí        |
| 2013 | We're the Millers                | Sí       | No        | No        |
| 2016 | Central Intelligence             | Sí       | Sí        | No        |
| 2018 | Skyscraper                       | Sí       | Sí        | Sí        |
| 2021 | Red Notice                       | Sí       | Sí        | Sí        |

Com actor
| Any  | Títol                            | Paper                             |
| ---- | -------------------------------- | --------------------------------- |
| 2004 | DodgeBall: A True Underdog Story | Homòfob desagradable de Las Vegas |
| 2007 | The Nines                        | Convidat de la nit del joc        |
| 2010 | Easy A                           | Tiu dels Quiznos                  |
| 2013 | We're the Millers                | La guàrdia fronterera definitiva  |
| 2015 | The Wedding Ringer               | Polícia                           |
| 2016 | Central Intelligence             |                                   |
| 2022 | Chip 'n Dale: Rescue Rangers     | Venedor Voltron                   |